# Paris (banda)
Paris foi um power trio americano de rock formado em 1975 pelo guitarrista e vocalista Bob Welch, que acabara de sair do Fleetwood Mac, pelo baixista Glenn Cornick, ex-membro do Jethro Tull e pelo baterista Thom Mooney, que foram membro do Nazz, com Todd Rundgren.

## História
O grupo lançou dois álbuns para a Capitol Records, Paris e Big Towne, 2061, ambos de 1976. Após o primeiro álbum, Mooney foi substituído por Hunt Sales, que também tocara com Rundgren.
Inicialmente o som da banda era baseado no rock, mas, posteriormente, caminhou para o funk, e representou a diferenciação do trabalho de Welch em relação ao Fleetwood Mac. Cornick, então, deixou a banda e foi substituído pelo irmão de Hunt Sales, Tony Sales. Um terceiro álbum foi planejado, mas Hunt Sales adoeceu e, após o grupo não alcançar o sucesso comercial, o grupo se desfez em 1977.
Músicas do terceiro álbum da banda foram usadas para o primeiro álbum solo de Welch, French Kiss, e o contrato com a Capitol Records foi transformado num acordo para a carreira solo de Welch.
Após o fim da banda, Welch teve uma carreira solo bem-sucedida. Os irmãos Sales trabalharam com Iggy Pop e, posteriormente, na banda Tin Machine, com David Bowie. Cornick se mudou para os EUA, onde, depois de uma década de fora do negócio da música, ele voltou com sua banda Wild Turkey, na década de 1990.

## Discografia
- Paris (1976)
- Big Towne, 2061 (1976)